# Norma Koch
Norma Koch (27 de maio de 1898 — 29 de julho de 1979) é uma figurinista estadunidense. Venceu o Oscar de melhor figurino na edição de 1963 por What Ever Happened to Baby Jane?.